# インディアン・カジノ
インディアン・カジノは、アメリカ先住民の居留地で運営されているカジノ、ビンゴホール、宝くじおよびその他のギャンブル事業全般を表す。
アメリカではカジノ産業はラスベガスと幾つかの地域を除き厳しく制限されているが、連邦法や州法が直接適用されない自治区であるアメリカ先住民居留地では、先住民たちは経済的活路を求めカジノ営業権の獲得を進めてきた。2011年の現在、240の部族で460の賭博施設が運営されており、年間のインディアンカジノ総収入は約270億ドルとなっている。
1800年代に豊かな土地から生活資源の枯渇した土地へと強制移動させられた多くの先住民にとって、カジノ営業は先住民の重要な産業の一つとなっていった一方で、カジノ産業の負の側面を危惧する声も多く、先住民をとりまく深刻な社会問題の一つともなっている。
インディアン・カジノは、ガソリンスタンドの数台のスロットマシーンや、小さなビンゴ場だけのものから、豪華なホテルやレストラン、劇場、温泉、ゴルフコースなどを備えた複合施設まで様々である。

## インディアン・カジノの誕生
1970年代後半から1980年代にかけ、アメリカ経済はベトナム戦争の影響で疲弊し、国が内務省管轄の先住民予算を削減してきた。それが背景にあり、いくつかの先住民が賭博営業を始めた。
1979年12月14日、セミノール族はフロリダ州ハリウッドの保留地で、起死回生をかけて高額賭率のビンゴ場を開設した。これに対し、フロリダ州は即座にこれを停止させようとし、部族と州はカジノ経営の是非を巡って法廷闘争となった。この歴史的な係争は「フロリダ・セミノール族対バターワース」裁判と呼ばれている。
1981年、連邦最高裁判所はセミノール族のビンゴ場経営の権利を支持する判決を下した。
1987年、カリフォルニアのミッション・インディアンのカバゾン・バンドが高額賭率ビンゴ場を開設。その差し止めを要求する州と法廷闘争となった。この係争は「カリフォルニア対ミッション・インディアン・カバゾン・バンド」裁判と呼ばれている。
米国最高裁判所はこれに対し、市民法280条（「ブライアン対イタスカ郡」裁判）（Bryan v. Itasca County）を基に、「インディアン部族による賭博の開催は連邦と州の管轄外であり、カリフォルニア州にそれを罰することはできない」とする裁決を下した。

## インディアン賭博規制法（IGRA）
1988年、連邦議会は、インディアンの賭博場経営と規制に関するインディアン賭博規制法（IGRA）を通過させた。これは、連邦政府が公式認定した部族が（つまり、「絶滅認定」された部族はカジノ運営できない）州との交渉を経て、アメリカ国の規定内および室内で行うことを前提としている。言い換えれば、州がこれを禁止した場合、インディアンはカジノ設営出来ないということでもある。この法令は、インディアンの賭博場を以下のように、3つのクラスに分けるものである。
クラス1-　最小級賞品を伴う、「伝統的な部族の賭博と社会的な賭博」と定義。部族政府外には、全く規制権限がない。
クラス2-　家庭内などでない、他の賭け客に対して行われるギャンブルと定義。ビンゴや、ポーカーのようなカードゲーム。それらが州でも適法である限り、これらのゲームはインディアンの国でも認められるものとする。
クラス3-　カジノに対してのギャンブル、つまりスロットマシン、ブラックジャック、サイコロ博打、ルーレットを含み、クラス1とかクラス2とかでない、賭博すべてを形作るものと定義。州との盟約を必要とする。
この法令の制定にあたり、インディアン・カジノ運営の審査と認可業務に当たらせるべく連邦は全米インディアン賭博委員会（NIGC）を設立。インディアン側もインディアンのカジノによる自給自足と福利厚生を保護すべく全米インディアン賭博協会（NGIA）を設立している。

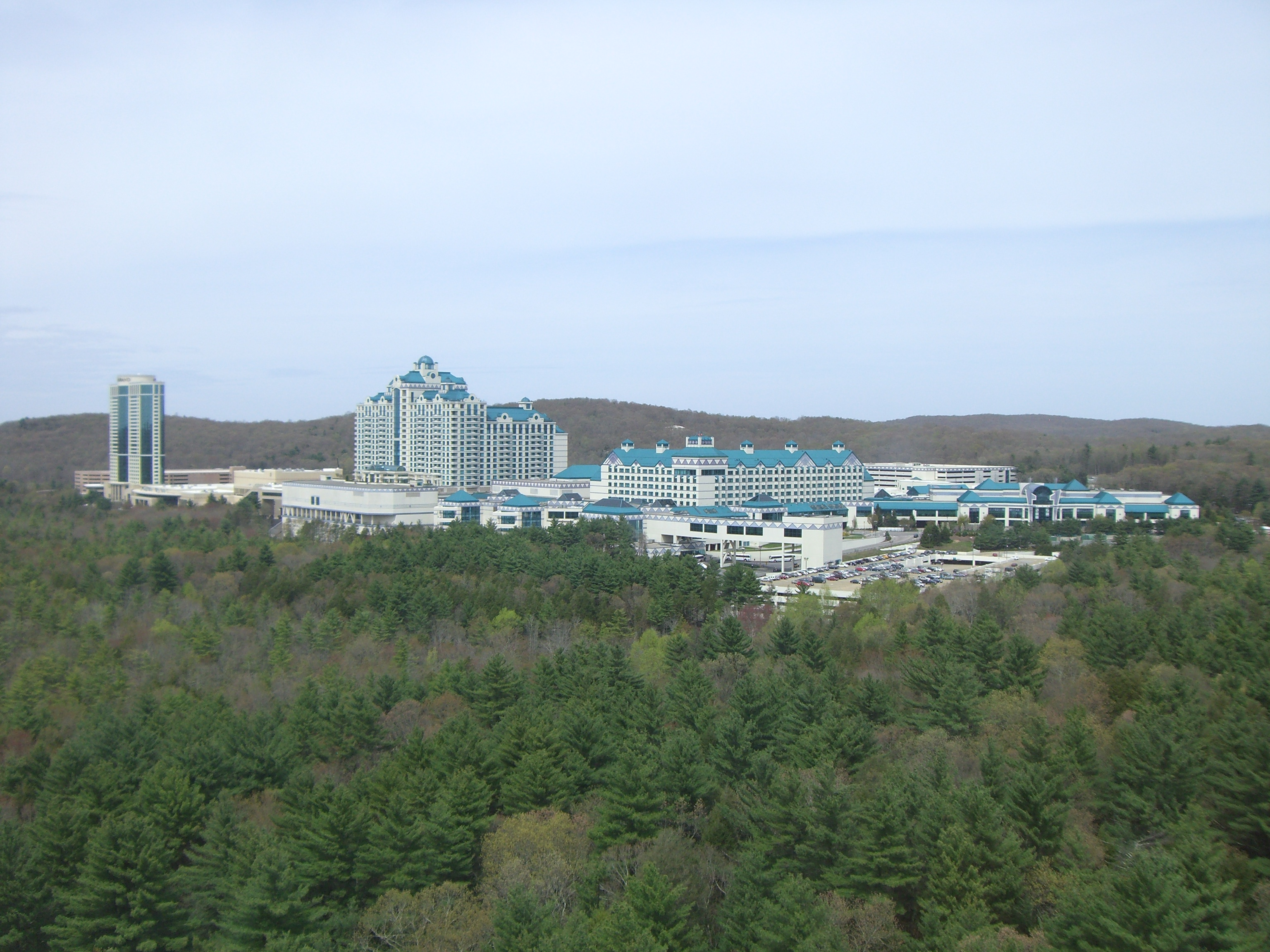
ピクォート族（ペコー族）の「フォックスウッド・カジノ」

1992年、コネチカット州のマシャンタケット・ピクォート族が「フォックスウッズ・カジノ・リゾート」をオープンし、さらにダコタ・スー族が「ミスティック・レイク・カジノ」を開き大きな利益をあげた。
ピクォート族やダコタ族に続けと、他の部族も不安定な経済収入など将来性を考慮してギャンブル事業に乗り出し、現在、アメリカにインディアンが運営するカジノは377ヶ所あり、ほとんどの州にインディアン・カジノが開設され、アパッチ族やチョクトー族、オナイダ族、チペワ族（オジブワ族）など連邦政府が認定する562の部族がギャンブル事業を運営している。これらインディアン・カジノの年間総収入は約1兆6500億円に達している。かれらのカジノのほとんどは都市圏から離れた場所にあるが、遠距離にも拘らず来客数は年次増大している。
インディアン・カジノの収入の70%は部族に還元することが規定されており、「奪われた土地の買い戻し」や「道路の舗装・整備」、「部族の医療や教育、居住」、「バッファロー牧場の開設」などの資金といった、それぞれの部族の福利厚生に使われることになっている。
1990年代に入ると、テキサスやマサチューセッツ、オレゴンをはじめ各地の州議会で「賭博は教育・道徳的に許されないものである」との理由からインディアン・カジノの運営禁止決議が相次いでいる。そもそもインディアンの衣食住の権利を詐取してきた白人が「道徳」を理由にカジノを禁止するのは理不尽ではないかとの内外の批判も多く、またインディアン・カジノが自治体にもたらす税収は莫大なものであり、インディアンだけでなく、非インディアンの雇用をも生み出す一大事業ともなっていて、これら州によるカジノ禁止決定に対する抗議デモの参加者には失業した非インディアンのカジノ従業員の姿も多い。

## インディアン・カジノ負の側面

### 疑問視される経済効果
一方、カジノ経営を試みた部族の中には十分な収入が得られず逆に借金を抱えることもあり、人口の集積地から近い、他のカジノとの競争が少ないなどの条件がそろわなければカジノの経営による利益は薄く、カジノの設立や運営を仲介する巨大白人資本に支払う手数料も高額にのぼるなど、ギャンブルの経済効果を疑問視する声もある。また過当競争が激化し事業者の収益率が激減している。もっとも収益率が高いと言われている「フォックスウッズ・カジノ・リゾート」ですら収入が減じ、インディアン・カジノは借金地獄から抜け出すのに苦労している。
ホピ族のようにカジノ事業を敬遠する部族も多い。ナバホ族は2度の住民投票でカジノ建設を否決してきた。ホピ族は自給自足度の高い定住農耕民であり、ナバホ族は有名な観光地を持っている。また世界遺産を有するタオス・プエブロもカジノを持たない。持続可能な経済基盤さえあれば、カジノに頼ることなく居留地の運営ができるからである。

### カジノ汚職
またオジブワ族の「ホワイトアース保留地」の部族議長のように、腐敗した部族政府が白人賭博代理業者と癒着して、連邦に逮捕されるなどの悪例もしばしば見られている。1996年6月、ホワイト・アースの部族議長と側近らがシューティングスター・カジノの建設入札を不正に操作したとして、連邦裁判所で有罪判決を下された。

### 連邦政府の「公式認定」問題
またカジノ運営が連邦政府が公式に認めた部族しか許可されないという問題は先住民の自治を脅かし、分断と利権構造を生んでいる。オクラホマのワイアンドット族（ヒューロン族）は、カンザスのワイアンドット族から、オクラホマの彼らの保留地へのカジノ建設を提案され苦慮している。カンザス・ワイアンドットは連邦認定を解除された「絶滅部族」なので保留地を没収されており、オクラホマ・ワイアンドット族の狭い保留地でのカジノ建設可能地といえば、部族伝統の墓地しかないからである。
オローニ族は、部族の連邦承認要求のだしに、インディアン・カジノの建設を持ちかけられている。一方で、カリフォルニアには総勢63のインディアン・カジノが開設営業されている。小規模部族の多い同州では、まさにカジノは部族の命運をかけた産業となっている。
カリフォルニア州はカジノを承認しない姿勢を続け、複雑な法廷闘争が続いている。カジノ利権に群がる白人資本家グループが、ポモ族やコイ族などに次々に白羽の矢を立て、先住民にカジノ建設計画を持ちかけている。しかし連邦政府の承認も得られず、大損を出して部族が振り回される格好になっている。

### ギャンブル依存症
以前から存在する居留地の深刻な問題、貧困、蔓延するアルコール中毒と家庭内暴力に、さらにギャンブル依存症が加わり、また治安の悪化、富の集中と格差の問題も多く懸念されている。結局は巨額の融資や建設運営を白人資本家に依存するかたちとなる遊興施設運営に、居留地の内側からも多くの疑念が寄せられている。

## ドナルド・トランプとインディアン・カジノ
また、のちに大統領となるドナルド・トランプは、1981年にカジノ営業権を取得し、大々的にカジノ投資を始める。先住民だけがカジノを運営できるのは差別だとして次々と先住民側を訴え、口汚く先住民に対する差別発言を続けた。訴訟に負けても、1993年にはジョージ・ミラー下院議員と議会の公聴会で怒鳴り、マシャンタケット・ピクォート族を「インディアンに見えない」と発言。「先住民の居留地は組織犯罪の温床だ」などと叫んだ。トランプはインディアン・カジノの管理契約をとりたがったが、こうした彼自身の差別発言で多くの先住民カジノはトランプと距離を置いた。2000年、トランプはカリフォルニアのミッションインディアン Twenty-Nine Palms Band のカジノを管理する契約を獲得したが、2004年にトランプ・ホテルズ・アンド・カジノリゾーツが破産申請した後、先住民側はトランプとの契約解除のために600万ドルを支払わなければならなかった。